# Petronella van Aragón
Petronella van Aragón, Spaans: Petronila Ramírez, Frans: Pétronille; (Huesca, 29 juni 1135 – Barcelona, 17 oktober 1174) was koningin van Aragón van 1137 tot 1162. Ze was de dochter van Ramiro II van Aragón, en Agnes van Aquitanië (in Spanje beter bekend als Inés de Poitou).
Petronella kwam op een nogal ongewone wijze op de troon. Haar vader Ramiro was voorheen bisschop van Barbastro-Roda tot zijn broer Alfons I van Aragón in 1134 stierf aan verwondingen opgelopen in een veldslag. Ramiro, die tot priester was gewijd, kreeg hierop pauselijke dispensatie om voor de voortzetting van de dynastie en de troonopvolging te zorgen. Hierdoor werd hij bekend als de koning-monnik. Hij huwde met Agnes, dochter van Willem IX van Aquitanië en Gascogne om zo voor een troonopvolger te zorgen. Toen zijn dochter amper twee jaar oud was, werd ze beloofd aan Ramón Berenguer IV, graaf van Barcelona. Meteen hierna deed Ramiro troonsafstand ten voordele van zijn dochter om zich terug te trekken in een klooster.
De Aragonese monarchie was tot dusver enkel in de mannelijke lijn overgeërfd, dus was Petronella's opvolging een uitzondering voor die tijd. Bastaardschap was geen hindernis voor de troonopvolging in Aragón omdat de stichter van hun lijn, Ramiro I, zelf een bastaard was. De enige erfgenaam dan in mannelijke lijn, Garcia IV van Navarra, was echter een te verre verwant. Hij was een zoon van Ramiro II's neef in de tweede graad. Petronella's opvolging creëerde aldus een nieuw erfgeval in de troonopvolging in Aragón.
Petronella trouwde met Raymond Berengar II in 1150. Zolang hij leefde regeerden ze nominaal ieder over hun eigen gebieden, hoewel de graaf het laatste woord had over Aragón (en Catalonië). Na zijn dood deed zij troonsafstand voor hun oudste zoon Ramón, die in navolging van de Aragonese tradities zijn naam veranderde in Alfonso. Hij werd de eerste die heerste over zowel Aragón als Catalonië (in Catalonië als Alfonso I) waarmee er een dynastieke unie ontstond die zou duren tot de afschaffing van de Kroon van Aragón in 1707.

## Voorouders
| Voorouders van Petronella van Aragón | Voorouders van Petronella van Aragón                             | Voorouders van Petronella van Aragón                             | Voorouders van Petronella van Aragón                                   | Voorouders van Petronella van Aragón                                   | Voorouders van Petronella van Aragón                                          | Voorouders van Petronella van Aragón                                          | Voorouders van Petronella van Aragón                                   | Voorouders van Petronella van Aragón                                   |
| ------------------------------------ | ---------------------------------------------------------------- | ---------------------------------------------------------------- | ---------------------------------------------------------------------- | ---------------------------------------------------------------------- | ----------------------------------------------------------------------------- | ----------------------------------------------------------------------------- | ---------------------------------------------------------------------- | ---------------------------------------------------------------------- |
| Overgrootouders                      | Ramiro I van Aragón (1006-1063) ∞ Gilberga van Comminges (-1054) | Ramiro I van Aragón (1006-1063) ∞ Gilberga van Comminges (-1054) | Hilduinus IV van Montidier (-1063) ∞ Adelheid van Roucy (1015/20-1062) | Hilduinus IV van Montidier (-1063) ∞ Adelheid van Roucy (1015/20-1062) | Willem VIII van Aquitanië (1023-1086) ∞ Hildegarde van Bourgondië (1050-1120) | Willem VIII van Aquitanië (1023-1086) ∞ Hildegarde van Bourgondië (1050-1120) | Willem IV van Toulouse (1040-1094) ∞ Emma van Conteville (-)           | Willem IV van Toulouse (1040-1094) ∞ Emma van Conteville (-)           |
| Grootouders                          | Sancho I van Aragón (1043-1094) ∞ Felicitas van Roucy (-1123)    | Sancho I van Aragón (1043-1094) ∞ Felicitas van Roucy (-1123)    | Sancho I van Aragón (1043-1094) ∞ Felicitas van Roucy (-1123)          | Sancho I van Aragón (1043-1094) ∞ Felicitas van Roucy (-1123)          | Willem IX van Aquitanië (1071-1126) ∞ Filippa van Toulouse (1073-1117)        | Willem IX van Aquitanië (1071-1126) ∞ Filippa van Toulouse (1073-1117)        | Willem IX van Aquitanië (1071-1126) ∞ Filippa van Toulouse (1073-1117) | Willem IX van Aquitanië (1071-1126) ∞ Filippa van Toulouse (1073-1117) |
| Ouders                               | Ramiro II van Aragón (1080-1147) ∞ Agnes van Poitou (1110-1157)  | Ramiro II van Aragón (1080-1147) ∞ Agnes van Poitou (1110-1157)  | Ramiro II van Aragón (1080-1147) ∞ Agnes van Poitou (1110-1157)        | Ramiro II van Aragón (1080-1147) ∞ Agnes van Poitou (1110-1157)        | Ramiro II van Aragón (1080-1147) ∞ Agnes van Poitou (1110-1157)               | Ramiro II van Aragón (1080-1147) ∞ Agnes van Poitou (1110-1157)               | Ramiro II van Aragón (1080-1147) ∞ Agnes van Poitou (1110-1157)        | Ramiro II van Aragón (1080-1147) ∞ Agnes van Poitou (1110-1157)        |
| Petronella van Aragón (1135-1174)    |                                                                  |                                                                  |                                                                        |                                                                        |                                                                               |                                                                               |                                                                        |                                                                        |